# ホセ・マリア・バケーロ
ホセ・マリ・バケーロ（José María Bakero Escudero、1963年2月11日 - ）は、スペイン・ナバラ州ゴイスエタ出身の元同国代表サッカー選手。ポジションはMF（攻撃的MF）。

## クラブ経歴
レアル・ソシエダのカンテラで育ち、17歳にしてトップデビュー。同チームでは8シーズンに渡りプレーし、1980-81、1981-82シーズンの優勝も経験した。1984-85シーズン、第23節のバレンシア戦ではプロ入り後初のハットトリックを達成した(4ゴールを決めた)。1987-88シーズンはリーグ戦で17ゴールを決める活躍を見せた。
1988-89シーズンにFCバルセロナに移籍、ドリームチームの一員として、キャプテンを務め、トップ下でプレー、シンプルかつ素早いダイレクトパスを武器にクライフのサッカーに欠かせない選手として活躍、加入後4シーズン連続でリーグ戦2桁ゴールを決めるなど、多くのゴールも決め、数々の栄光を掴んだ。
1991-92シーズン、リーグ戦では11ゴールを決めて、リーグ制覇に貢献、チャンピオンズカップ準決勝リーグ、最終節のベンフィカ戦で決勝ゴールを決めて 決勝進出に貢献、決勝でも先発フル出場しUCサンプドリアを下して優勝した。1995-96シーズン、第6節のレアル・オビエド戦ではハットトリックを決めた。1996-97シーズン、バルセロナでの最後の出場となった第13節のレアル・バリャドリード戦では先発出場し、惜別のゴールを決め、チームを退団、ティブロネス・ロホスに移籍、そこで1シーズンプレーして引退した。

## 代表経歴
スペイン代表には1987年に欧州選手権予選で初選出され、翌年の本大会でもグループリーグの3試合に先発フル出場、初戦のデンマーク戦ではエミリオ・ブトラゲーニョのゴールをアシストした。
1990年のイタリアW杯ではグループリーグの韓国戦で9分間出場したのみに終わった。1994年のアメリカW杯では途中交代などで4試合に出場、ラウンド16のスイス戦では先発フル出場した。

## 引退後
引退後はバルセロナのコーチングスタッフに就任。ロレンツォ・セラ・フェレールやルイス・ファン・ハールの下で指導者としての経験を積み、2005年にはマラガBで初の監督を務めた。2005-06シーズンはレアル・ソシエダのスポーツディレクターに就任、シーズン終盤には降格の危機にあった同チームの指揮を執り、リーグ残留を成し遂げた。しかしながら翌シーズンは成績が振るわず、2006年10月に解任された。その後、マラガの監督に就任したのち、2007-08シーズンよりバレンシアCFで、ドリームチーム時のチームメイトのロナルド・クーマン監督のもとアシスタントコーチを務めていた。しかし、2008年4月に成績不振でクーマンが解任されたことに伴い、同チームより解任された。
2009年11月にポーランドリーグのポロニア・ワルシャワ監督に就任するが、2010年9月に解任された。2010年11月にレフ・ポズナン監督に就任。

## 選手経歴
- レアル・ソシエダ 1980-1988
- FCバルセロナ 1988-1997
- CDベラクルス 1997

## 監督経歴
- プエブラFC 1999.7-1999.9
- マラガCF B 2005.1-2005.8
- レアル・ソシエダ 2006.3-2006.10
- ポロニア・ワルシャワ 2009.11-2010.9
- レフ・ポズナン 2010.11-2012.2
- フアン・アウリチ 2013.1-2013.9

## タイトル
- レアル・ソシエダ
  - リーガ・エスパニョーラ:1980-81, 1981-82
  - コパ・デル・レイ:1986-87
  - スーペルコパ・デ・エスパーニャ:1982
- FCバルセロナ
  - UEFAチャンピオンズカップ:1991-92
  - UEFAカップウィナーズカップ:1988-89, 1996-97
  - UEFAスーパーカップ:1992
  - リーガ・エスパニョーラ:1990-91, 1991-92, 1992-93, 1993-94
  - コパ・デル・レイ:1989-90, 1996-97
  - スーペルコパ・デ・エスパーニャ:1991, 1992, 1994, 1996